# Центральна група армій НАТО
Центральна група армій, ЦГА (англ. Central Army Group, CENTAG) — оперативно-стратегічне з'єднання Об'єднаних збройних сил НАТО в Європі (англ. SACEUR), що існувало з 1952 по 1994 роки. Зоною відповідальності ЦГА була територія колишньої американської окупаційної зони Німеччини — землі Гессен, Рейнланд-Пфальц, Баварія і частина території землі Баден-Вюртемберг. У своєму складі мали чотири армійські корпуси — два американських і два німецьких. Повітряну підтримку групі армій надавало Четверте об'єднане тактичне авіаційне командування. Штаб знаходився у місті Хайдельберг, Німеччина
У 1994 році ЦГА було перетворено в Об'єднані сухопутні сили Центральної Європи (англ. LANDCENT) шляхом злиття з розформованою Північною групою армій.

## Історія
Центральна група армій була створена в 1952 році з дислокованих в Європі американських військ. Штаб розташовувався в казармах містечка Хайдельберг, Німеччина. У 1955, після створення Бундесверу, в відділ планування ЦГА був допущений німецький персонал. У 1959 році відділ планування був перетворений в штаб ЦГА. Командування групою армій здійснював американський генерал.
Завданням групи армій став захист центральної та південної Німеччини від будь-якого потенційно можливого радянського вторгнення. До складу групи увійшли 5-й і 7-й американські корпуси, а також 2-й і 3-й корпуси Бундесверу.
У серпні 1961 штаб ЦГА був перенесений в казарми у містечку Мангейм, Німеччина, де і залишався до грудня 1980 року. Потім штаб ЦГА був повернутий в Хайдельберг та з метою кращої координації, поєднаний зі штабами Четвертого об'єднаного тактичного авіаційного командування та Об'єднаного командування мобільних сухопутних сил.
У липні 1993 року ЦГА була об'єднана з розформованою Північною групою армій (англ. NORTAG) і перетворена в Об'єднані сухопутні сили Центральної Європи (англ. LANDCENT). Штаб LANDCENT був створений в Хайдельберзі 1 липня 1993.

## Склад ЦГА станом на 1989 рік

### 7-а американська армія— штаб ЦГА

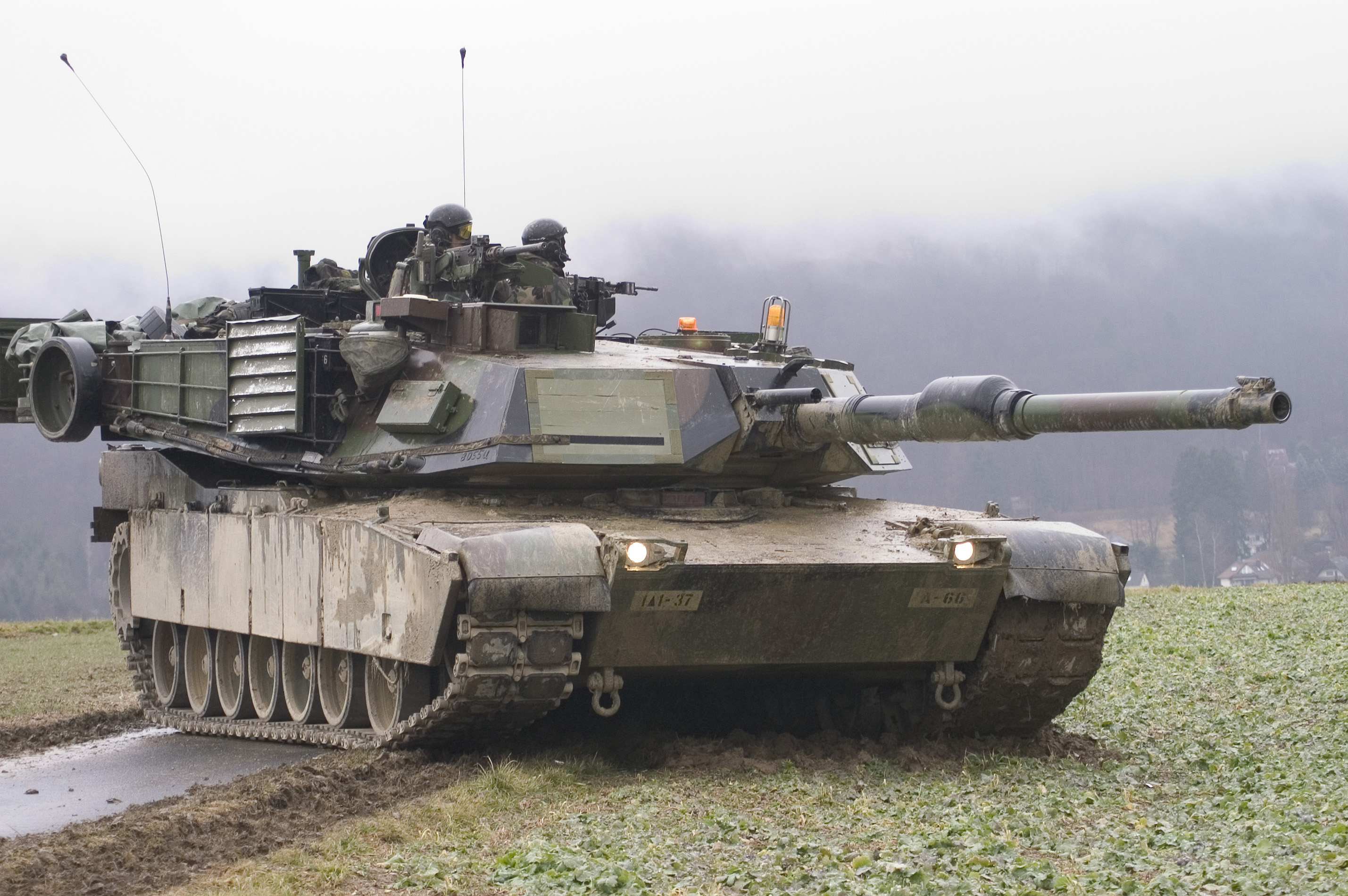
Танк M1 Abrams

- Штаб 7-ї американської армії, Хайдельберг, Німеччина
  - 1-й батальйон 10-го полку спеціального призначення, Бад-Тельц
  - 7-е командування постачання, Райнберг
- Берлінська бригада, Західний Берлін 
  - 4-й батальйон 502-го піхотного полку (6 М106, 12 M901, 14 M113, 8 M125)
  - 5-й батальйон 502-го піхотного полку (6 М106, 12 M901, 14 M113, 8 M125)
  - 6-й батальйон 502-го піхотного полку (6 М106, 12 M901, 14 M113, 8 M125)
  - Рота «D» 40-го танкового полку (14 M1A1)
  - Рота «F» 40-го танкового полку (14 M1A1)
  - Батарея «C» 94-го полку польової артилерії (8 М109А3)

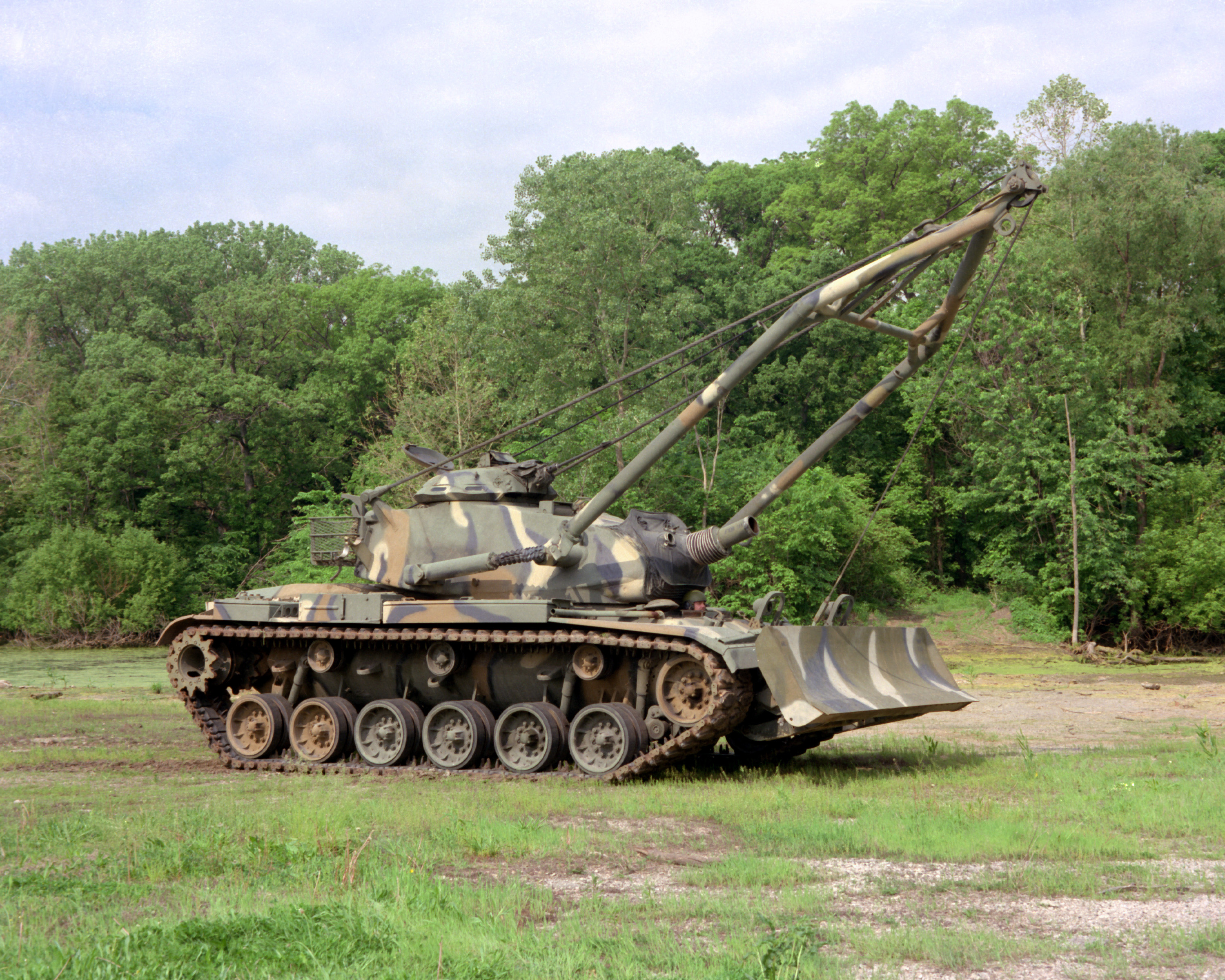
M728 — броньована інженерна машина

- 18-а інженерна бригада, Карлсруе, Німеччина 
  - 79-й бойовий інженерний батальйон, Карлсруе (8 M60 AVLB, 8 M728, 4 M88, 12 MAB)
  - 94-й бойовий інженерний батальйон, Дармштадт (8 M60 AVLB, 8 M728, 4 M88, 12 MAB)
  - 249-й бойовий інженерний батальйон, Карлсруе (8 M60 AVLB, 8 M728, 4 M88, 12 MAB)
  - 293-й бойовий інженерний батальйон, Баумгольдер (8 M60 AVLB, 8 M728, 4 M88, 12 MAB)
- 56-е артилерійське командування, Швебіш-Гмюнд
  - Штаб і штабна батарея
  - 1-й батальйон 9-го полку польової артилерії (36 «Першинг-2», в 1987 замінені на 27 M270)
  - 2-й батальйон 9-го полку польової артилерії (36 «Першинг-2», замінені на 27 M270)
  - 4-й батальйон 9-го полку польової артилерії (36 «Першинг-2», замінені на 27 M270)
  - 2-й батальйон 4 піхотного полку
  - 38-й батальйон зв'язку
  - 55-й батальйон підтримки
  - 193-я авіаційна рота

### 3-й німецький корпус
- Штаб корпусу і штабна рота, Кобленц
- 300-а рота дальньої розвідки, Діц
- 300-а рота польових новин, Діц
- 310-й, 330-й Діц, 320-й Гунсрюк і 340-й Саарлуїс польові ремонтні батальйони
- 3-є артилерійське командування, Кобленц
  - Штаб корпусу і штабна батарея,
  - 350-й ракетний артилерійський батальйон, Монтабаур (6 MGM-52 «Ланс»)
  - 320-й батальйон зберігання ядерної зброї, Херборн
  - 300-й батальйон охорони, Гіссен
  - 300-та батарея БПЛА, Ідар-Оберштайн
- 3-є інженерне командування, Кобленц 
  - Штабна рота
  - 310-й інженерний батальйон, Кобленц (8 M60 AVLB, 8 Pionierpanzer 1, 4 мінних загороджувача Skorpion, 12 понтонних парків)
  - 320-й інженерний батальйон, Кобленц (8 M60 AVLB, 8 Pionierpanzer 1, 4 мінних загороджувача Skorpion, 12 понтонних парків)
  - 330-й інженерний батальйон, Шпаєр
  - 340-й інженерний батальйон (резервний), Еммерцхаузен (8 M60 AVLB, 8 Pionierpanzer 1, 4 мінних загороджувача Skorpion, 12 понтонних парків)
  - 350-й інженерний батальйон (резервний), Штадталлендорф (8 M60 AVLB, 8 Pionierpanzer 1, 4 мінних загороджувача Skorpion, 12 понтонних парків)
  - 360-й батальйон понтонних переправ, Шпаєр
  - 310-а рота захисту від хімічної, бактеріологічної і ядерної зброї (резерв), Цвайбрюккен
- 3-є командування ППО 
  - Штабна рота, Кобленц
  - 300-й полк ППО, Марбург (36 ЗРК Роланд на шасі Marder)
  - 330-й батальйон ППО (резерв), Марбург (24 Bofors L60)
  - 340-й батальйон ППО (резерв), Марбург (24 Bofors L60)
- 3-є командування армійської авіації, Мендіг
  - Штабна рота, Мендіг (15 MBB Bo 105)
  - 30-й полк армійської авіації, Нідерштеттен (48 UH-1D, 5 Alouette II)
  - 35-й полк армійської авіації, Мендіг (32-й CH-53G, 5 Alouette II)
  - 36-й полк армійської авіації, Фрітцлар (56-й MBB Bo 105, 5 Alouette II)
  - 300-а ескадрилья армійської авіації (резерв), Мендіг
- 3-є командування зв'язку, Кобленц 
  - Штабна рота
  - 310-й батальйон зв'язку, Кобленц
  - 320-й батальйон зв'язку, Франкенберг
  - 330-й батальйон зв'язку, Кобленц
- 3-є ремонтне командування, Кобленц 
  - Штабна рота
  - 310-й ремонтний батальйон
  - 320-й ремонтний батальйон
  - 330-й ремонтний батальйон (резерв)
- 3-є командування постачання, Діц 
  - Штабна рота
  - 310-й батальйон постачання, Діц
  - 370-й транспортний батальйон, Хермескайль
  - 380-й транспортний батальйон, Гунсрюк
- 3-є медичне командування, Кобленц 
  - Штабна рота
  - 310-й медичний батальйон (резерв), Гунсрюк
  - 320-й медичний батальйон (резерв), Гіссен
  - 330-й медичний батальйон (резерв), Ветцлар
- 2-а панцергренадерська мотострілецька дивізія
  - Штабна рота, Кассель
- 4-а панцергренадерська бригада, Геттінген
  - Штабна рота (8 M577, 8 легких танків)
  - 41-й панцергренадерський батальйон, Геттінген (13 Леопард-1А5, 24 Marder, 12 M113)
  - 42-й панцергренадерський батальйон, Кассель (24 Marder, 6 Panzermörser M113, 12 M113)
  - 43-й панцергренадерський батальйон, Геттінген (24 Marder, 6 Panzermörser M113, 12 M113)
  - 44-й танковий батальйон, Геттінген (41 Леопард-1А5, 12 M113)
  - 45-й танковий артилерійський батальйон, Геттінген (18 M109A3G)
  - 40-а протитанкова рота, Кассель (12 «Ягуар-2»)
  - 40-а бронеінженерная рота, Кассель
    - 40-а рота постачання, Фульдаталь
    - 40-а ремонтна рота, Геттінген

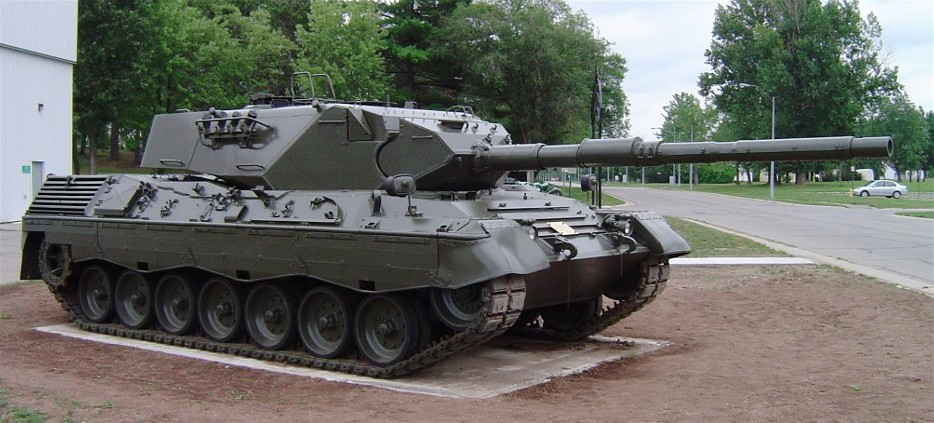
Танк Leopard 1

- 5-а панцергренадерська бригада, Гомбург 
  - Штабна рота, (8 M577, 8 легких танків)
  - 51-й панцергренадерський батальйон, Гомбург (13 Леопард-1А5, 24 Marder, 12 M113)
  - 52-й панцергренадерський батальйон, Ротенбург-на-Фульді (24 Marder, 6 Panzermörser M113, 12 M113)
  - 53-й панцергренадерський батальйон, Фрітцлар (24 Marder, 6 Panzermörser M113, 12 M113)
  - 54-й танковий батальйон, Хессіш-Лихтенау (41 Леопард-1А5, 12 M113)
  - 55-й танковий артилерійський батальйон, Гомбург (18 M109A3G)
  - 50-а протитанкова рота, Гомбург (12 «Ягуар-2»)
  - 50-а бронеінженерная рота, Фрітцлар
  - 50-а рота постачання, Гомбург
  - 50-а ремонтна рота, Гомбург
- 6-а танкова бригада, Хофгайсмар
  - Штабна рота (8 M577, 8 Luchs)
  - 61-й танковий батальйон, Бад-Арользен (28 Леопард 2 A4, 11 Marder, 12 M113)
  - 62-й панцергренадерський батальйон, Вольфхаген (35 Marder, 6 Panzermörser M113, 12 M113)
  - 63-й танковий батальйон, Бад-Арользен (41 Леопард 2 A4, 12 M113)
  - 64-й танковий батальйон, Ганн. Мюнден (41 Леопард 2 A4, 12 M113)
  - 65-й танковий артилерійський батальйон, Бад-Арользен (18 M109A3G)
  - 60-а протитанкова рота, Бад-Арользен (12 «Ягуар-2»)
  - 60-а бронеінженерна рота, Ганн. Мюнден
  - 60-а рота постачання, Фульдаталь
  - 60-а ремонтна рота, Гофгайсмар
- 2-й артилерійський полк, Кассель 
  - Штабна батарея
  - 21-й польовий артилерійський батальйон, Швальмштадт (18 M110, 18 FH-70)
  - 22-й ракетний артилерійський батальйон, Швальмштадт (16 LARS-2)
  - 23-й батальйон наведення артилерії, Штадталлендорф, (12 CL-89)
    - 2-а піхотна батарея, Швальмштадт

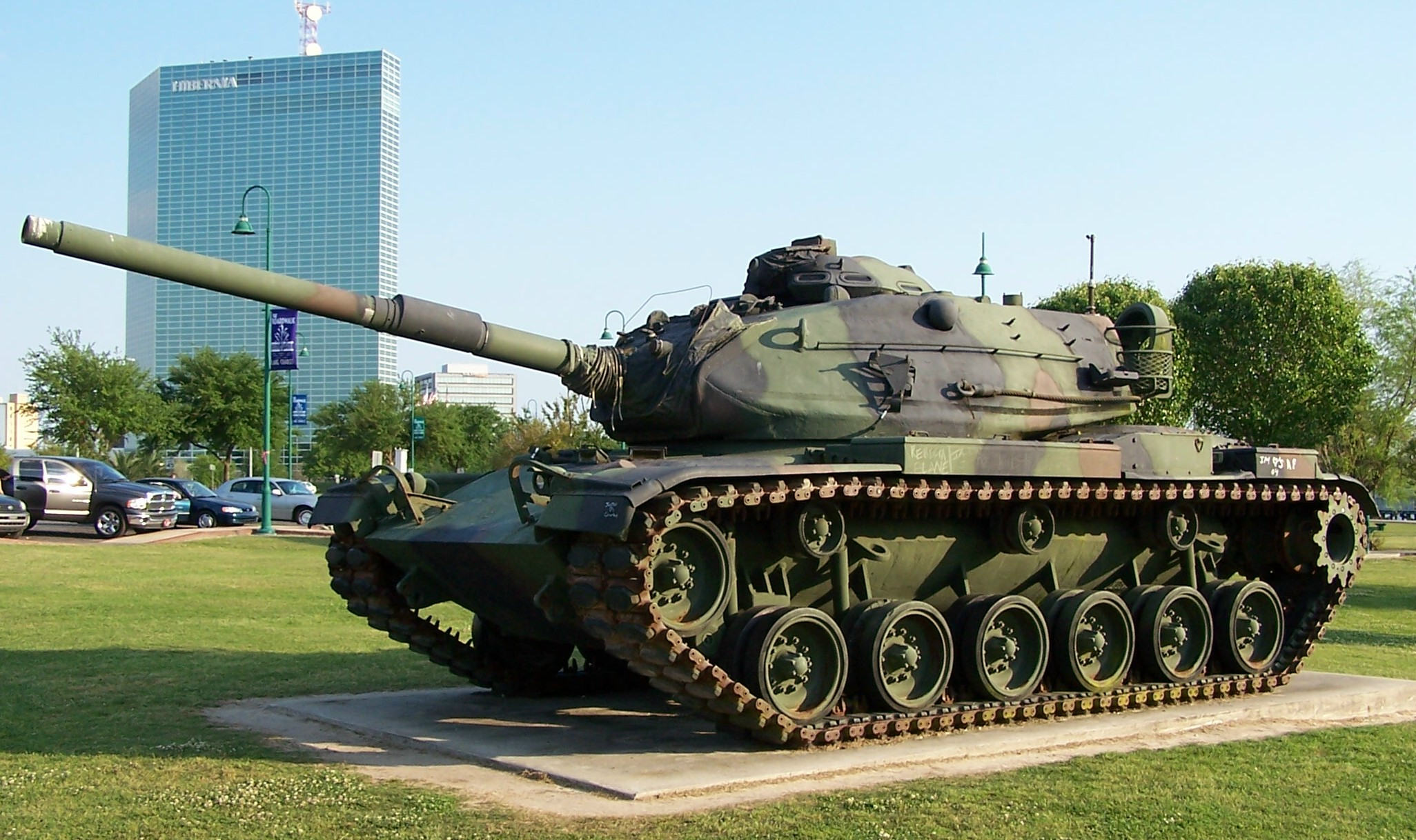
Танк M60

- - 2-й броньований розвідувальний батальйон, Хессіш-Ліхтенау (34 Леопард-1А5, 10 легких танків, 18 TPz 1 Fuchs (9 — носії мобільних радарів RASIT))
- 2-й полк ППО, Кассель (36 «Гепард») 
  - 2-й інженерний батальйон, Ганн. Мюнден (8 M60 AVLB, 8 Pionierpanzer 1, 4 мінних загороджувача Skorpion, 12 понтонних парків)
- 2-а ескадрилья армійської авіації, Фрітцлар (10 Alouette II)
  - 2-й батальйон зв'язку, Кассель
  - 2-й медичний батальйон, Марбург
  - 2-й батальйон постачання, Кассель
  - 2-й ремонтний батальйон, Кассель
  - 21-й, 22-й (Окерхаузен), 23-й (Оарольсен), 24-й (Вольфхаген) і 25-й (Фульдаталь) польові ремонтні батальйони
  - 26-й єгерський батальйон (резерв), Вольфхаген
  - 27-й єгерський батальйон (резерв), Фульдаталь
  - 28-й охоронний батальйон (резерв), Франкенберг
- 5-а танкова дивізія
- 12-а танкова дивізія
- 26-а парашутно-десантна бригада

### 5-й американський корпус
- Штаб корпусу, Франкфурт-на-Майні
  - 41-а бригада польової артилерії, Гессен
    - 1-й батальйон 32-го полку польової артилерії (27 M270 MLRS)
    - 2-й батальйон 15-го полку польової артилерії (24 M109A3)
    - 4-й батальйон 7-го полку польової артилерії (24 M110A2)
    - 4-й батальйон 77-го полку польової артилерії (24 M110A2)

  - 42-а бригада польової артилерії, Гессен 
    - 1-й батальйон 27-го полку польової артилерії (27 M270 MLRS)
    - 2-й батальйон 32-го полку польової артилерії (27 M270 MLRS)
    - 5-й батальйон 3-го полку польової артилерії (24 M109A3)
    - 6-й батальйон 82-го полку польової артилерії (24 M110A2)
- 12-а бойова авіаційна бригада, Вісбаден 
  - 2-й батальйон 229-го авіаційного полку (18 AH-64 «Апач», 13 OH-58 «Кайова», 3 UH-60A)
  - 5-й ескадрон 6-го кавалерійського полку
  - 1-й батальйон 151-го авіаційного полку НГ шт. Північна Кароліна (18 AH-64 «Апач», 13 OH-58 «Кайова», 3 UH-60A)
  - 5-й батальйон 158-го авіаційного полку (45 UH-60A)
  - Авіаційний батальйон (32 CH-47D)
  - Авіаційний батальйон (5 U-21A Ute, 15 OH-58 «Кайова», 30 UH-1H)
- 130-а інженерна бригада, Ганау
  - 54-й інженерний батальйон (8 M60 AVLB, 8 M728, 4 M88, 12 MAB (мостоукладники))
  - 317-й інженерний батальйон (8 M60 AVLB, 8 M728, 4 M88, 12 MAB (мостоукладники))
  - 547-й бойовий інженерний батальйон (8 M60 AVLB, 8 M728, 4 M88, 12 MAB (мостоукладники))
  - 559-й інженерний батальйон
- 18-а бригада військової поліції, Франкфурт-на-Майні 
  - 93-й батальйон військової поліції
  - 709-й батальйон військової поліції, Ганау
- 3-є командування постачання, Вісбаден
- 3-я бронетанкова дивізія, Франкфурт-на-Майні
  - 1-а бригада, Буцбах
    - 2-й батальйон 32-го бронетанкового полку (M1A1 «Абрамс»
    - 4-й батальйон 32-го бронетанкового полку (M1A1 «Абрамс»)
    - 3-й батальйон 5-го кавалерійського полку (M2 Bradley)
    - 5-й батальйон 5-го кавалерійського полку (M2 Bradley)

  - 2-а бригада, Гельнхаузен
    - 3-й батальйон 8-го кавалерійського полку (M1A1 «Абрамс»)
    - 4-й батальйон 8-го кавалерійського полку (M1A1 «Абрамс»)
    - 5-й батальйон 18-го піхотного полку (M2 Bradley)

  - 3-я бригада, Гессен 
    - 2-й батальйон 67-го бронетанкового полку (M1A1 «Абрамс»)
    - 4-й батальйон 67-го бронетанкового полку (M1A1 «Абрамс»)
    - 2-й батальйон 36-го піхотного полку (M2 Bradley)

- - 4-а бригада (авіаційна), Ганау

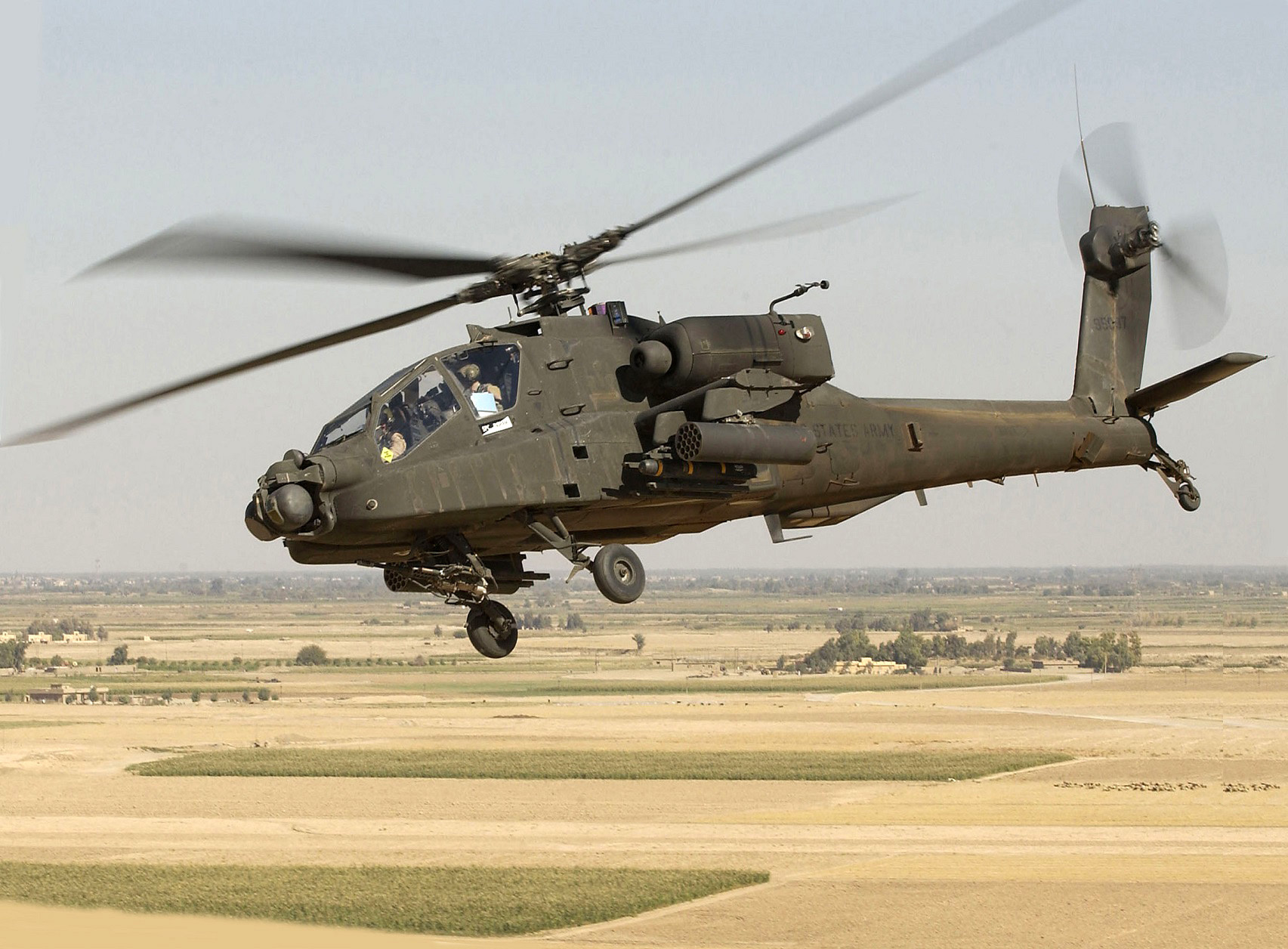
Вертоліт McDonnell Douglas AH-64 Apache

    - 4-й ескадрон 7-го кавалерійського полку, Бюдінген (40 M2 Bradley, 10 M113, 4 M106, M577, 8 AH-1F, 12 OH-58 «Кайова», 1 UH-1H)
    - 2-й батальйон 227-го авіаційного полку (21 AH-1F, 13 OH-58 «Кайова», 3 UH-60A)
    - 3-й батальйон 227-го авіаційного полку (21 AH-64 «Апач», 13 OH-58 «Кайова», 3 UH-60A)
    - Рота «G» 227-го авіаційного полку (6 UH-1H, 6 OH-58А, 6 OH-58D, 3 EH-60A)
    - Рота «H» 227-го авіаційного полку (15 UH-60A)
- 3-є дивізіонне командування постачання (англ. DISCOM), Ганау 
  - 23-й інженерний батальйон (8 M60 AVLB, 8 M728, 4 M88, 12 MAB (мостоукладники))
  - 3-й батальйон 5-го артилерійського полку ППО, Бюдінген (24 MIM-72 Chaparral, 27  M163 VADS «Вулкан», FIM-92 Stinger)
  - 553-й батальйон військової розвідки (радіоелектронної розвідки та радіоелектронної боротьби), Франкфурт-на-Майні
  - 503-я рота військової поліції
  - 23-я рота хімічного захисту
- 4-а піхотна дивізія, Форт Карсон, США
- 8-а піхотна дивізія, Бад-Кройцнах
- 194-а бронетанкова бригада, Форт Нокс, США
- 197-а піхотна (механізована) бригада, Форт-Беннінг
  - 2-й батальйон 69-го бронетанкового полку (M60 Patton)
  - 2-й батальйон 18-го піхотного полку (M2 Bradley)
  - 1-й батальйон 58-го піхотного полку (M113)
  - 4-й батальйон 41-го полку польової артилерії (24 M109)
  - Група «А» 15-го кавалерійського полку (9 M60 Patton, 15 M113)
  - 72-а бойова інженерна рота
- 11-Й бронекавалерійський полк, Фульда
  - 1-11 бронекавалерійський ескадрон (41 M1A1 «Абрамс», 40 M2 Bradley, 12 M113, 6 M106, 4 M577, 8 M109)
  - 2-11 бронекавалерійський ескадрон (41 M1A1 «Абрамс», 40 M2 Bradley, 12 M113, 6 M106, 4 M577, 8 M109)
  - 3-11 бронекавалерійський ескадрон (41 M1A1 «Абрамс», 40 M2 Bradley, 12 M113, 6 M106, 4 M577, 8 M109)
  - 4-11 авіаційний кавалерійський ескадрон (24 AH-64A, OH-58 «Кайова», 18 UH-60A, 3 EH-60
  - 58-а бойова інженерна рота
  - Рота військової розвідки
  - Батарея ППО (9  M163 VADS «Вулкан», 12 FIM-92 Stinger)

### 7-й американський корпус
- Штаб корпусу, Штутгарт
  - Артилерія 7-го корпусу, Штутгарт
  - 11-а бойова авіаційна бригада
  - 7-а інженерна бригада
  - 14-а бригада військової поліції
  - 2-е командування постачання
- 1-а бронетанкова дивізія, Ансбах
- 1-а піхотна дивізія, Форт Райлі, США
- 1-а канадська піхотна дивізія, Онтаріо, Канада
- 3-я піхотна дивізія, Вюрцбург
- 2-й бронекавалерійський полк, Нюрнберг

### 2-й німецький корпус
- Штаб корпусу, Ульм
  - 2-е артилерійське командування
  - 2-е інженерне командування
  - 2-е командування ППО
  - 2-е авіаційне командування
  - 2-е командування зв'язку
  - 2-е ремонтне командування
  - 2-е командування постачання
  - 2-е медичне командування
- 4-а панцергренадерськая дивізія, Регенсбург
  - 1-а гірська дивізія, Гарміш-Партенкірхен
  - 1-а десантна дивізія, Брухзаль
  - 10-а танкова дивізія, Зігмарінген
  - 25-а парашутно-десантна бригада, Кальв